# Balthasar Ludwig Christian von Wendessen
Balthasar Ludwig Christian von Wendessen (* 9. November 1724 in Lichtenberg; † 5. Dezember 1797 in Warschau) war ein preußischer Generalleutnant, Chef des Infanterie-Regiments Nr. 29, Kommandant von Breslau, dann Gouverneur von Neiße und zuletzt von Warschau sowie Träger des Pour le Mérite.

## Leben
Seine Eltern waren der Hauptmann Ernst Ludwig von Wendessen und Helena Sophie von Finck aus dem Haus Kassau in Mecklenburg.
Nach dem frühen Tod seiner Eltern kam er zu seinem Onkel, dem Erbherrn auf Lichtenberg und Hofmarschall von Mecklenburg-Schwerin Balthasar Henning von Wendessen. Dieser brachte ihn 1740 in preußische Dienste, wo er Junker im Regiment „Kronprinz zu Fuß“ des Kronprinzen Friedrich wurde. Nachdem Friedrich König wurde, versetzte er Wendessen in das Regiment „Kalkstein zu Fuß“. Dort wurde er 1743 Fähnrich, 1744 Seconde-Lieutenant und 1749 Premier-Lieutenant.
1757 wurde er zunächst Stabshauptmann und später Hauptmann. 1762 erfolgte seine Beförderung zum Major und 1772 zum Oberstleutnant. 1774 bekam er den Pour le Mérite und wurde 1775 Oberst. Im gleichen Jahr wurde er Kommandeur des Regiments „Renzel zu Fuß“. 1780 bekam er zudem die Präbende des Stifts St. Gangolf in Magdeburg. Am 25. Mai 1782 wurde er Generalmajor und Chef des nun nach ihm benannten Regiments „Wendessen zu Fuß“, außerdem wurde er Kommandant von Breslau. Am 20. Mai 1789 wurde er von König Friedrich zum Generalleutnant befördert. 1791 wurde er Gouverneur von Neiße. 1792 erhielt er den Roten Adlerorden. Im Jahr 1793 wurde er Gouverneur von Breslau und Anfang 1796 wurde er als Gouverneur nach Warschau versetzt. Er muss in Breslau hohes Ansehen genossen haben, denn seine Offiziere ließen zu seinem Andenken eine Münze schlagen. 1797 starb er in Warschau.
Er hat an den Schlesischen Kriegen teilgenommen und wurde in der Schlacht bei Soor verwundet, ebenso in der Schlacht bei Kolin. Im Bayerischen Erbfolgekrieg war er mit dem ersten Bataillon des Regiments „Renzel zu Fuß“ in Weiskirchen, als die kaiserlichen Österreicher die Preußen am 12. November 1778 angriffen.

## Familie
Er heiratete am 20. März 1767 in Wattmannshagen Friederike Magdalena Tugendreich von Wietersheim (* 1747; † 3. Dezember 1827), die Tochter des Generalleutnants Leopold Friedrich Ludwig von Wietersheim. Das Paar hatte Nachkommen.
Der spätere Professor und Direktor des Observatoriums in Krakau Josef Leski war ein häufiger Gast der Familie in deren Breslauer Zeit.